# Dos jóvenes a la mesa
Dos jóvenes a la mesa es una obra de la primera etapa de Velázquez, unánimemente juzgada por la crítica como autógrafa. Se encuentra en el Museo Wellington de Apsley House, a donde debió de llegar junto con El aguador de Sevilla tras la Guerra de la Independencia.
Se trata probablemente de uno de los «bodegones» descritos por Antonio Palomino entre las obras tempranas pintadas por Velázquez en Sevilla:

Otra pintura hizo de dos pobres comiendo en una humilde mesilla, en que hay diferentes vasos de barro, naranjas, pan, y otras cosas, todo observado con diligencia extraña.

Dado que, de los cuadros pintados en Sevilla, Palomino sólo pudo conocer los llevados por Velázquez a Madrid, otra versión de este mismo cuadro o una copia pudiera ser la descrita en el inventario de los bienes del duque de Alcalá, realizado en 1637, donde se menciona más sucintamente un lienzo atribuido a Velázquez «de dos hombres de medio cuerpo con un Jarrito vidriado».
El cuadro fue adquirido por Carlos III al marqués de la Ensenada el 25 de agosto de 1768, quedando recogido en el inventario de 1772 del Palacio Real de Madrid. Cuatro años después fue visto todavía en el mismo lugar por Antonio Ponz, que hizo referencia a él como obra «del estilo» de Velázquez, pero no se encuentra ya en los posteriores inventarios de 1794 y 1814.
Aunque buena parte de la crítica anterior fechaba el cuadro entre las obras más tempranas de Velázquez, entre 1616 y 1618, José López-Rey lo puso en relación con El aguador de Sevilla, que pensaba pintado dos años antes, hacia 1620, encontrando acentuados algunos de sus rasgos característicos en Dos jóvenes a la mesa. Del mismo modo Jonathan Brown consideró esta obra como un paso adelante en la evolución de Velázquez, tras El aguador de Sevilla, alcanzando en ella «nuevas cotas de atrevimiento» al presentar, en una composición de apariencia casual, a dos hombres ebrios con sus rostros medio ocultos, reducidos a la escala de los objetos que los rodean. Para Fernando Marías se trataría, en fin, de una obra pintada «para hacer manos» poco antes de su partida hacia Madrid y más independiente de modelos grabados que en los bodegones anteriores.